# Pioneer H

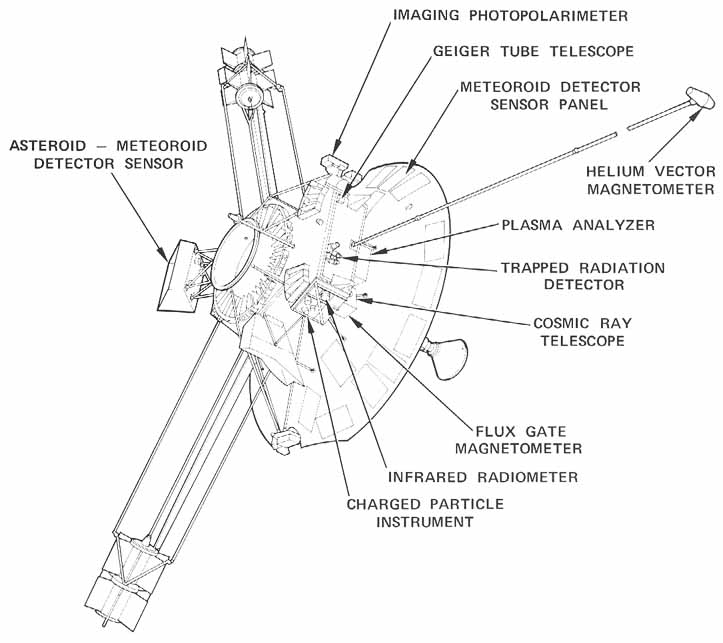
Pioneer 10, 11 och 12

Pioneer H är en rymdsond som är del av Pioneerprogrammet. Den sköts aldrig upp, men om så hade skett skulle den ha fått benämningen Pioneer 12, vilket istället tilldelades Pioneerprogrammets Venuskretsare. Sonden skapades när ritningarna för sonderna Pioneer 10 och 11 tog form och teknikerna fann att en tredje rymdsond behövdes för att göra mätningar från en omloppsbana runt solen, vinkelrätt mot ekliptikan. NASA godkände aldrig uppdraget, men 20 år senare lyfte sonden Ulysses med i stort sett samma uppdrag.